# Região do Monte Quênia

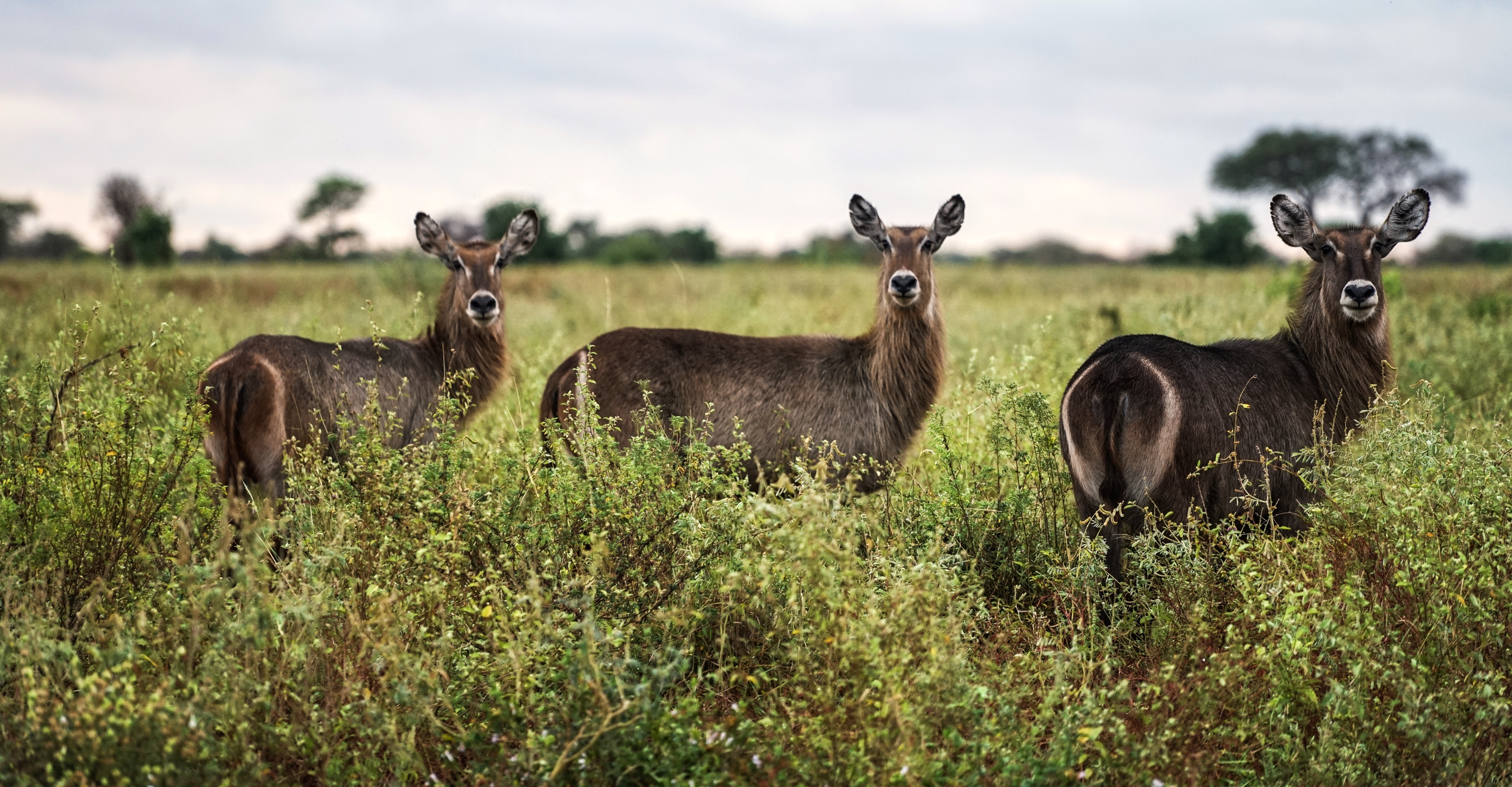
Parque Nacional de Meru

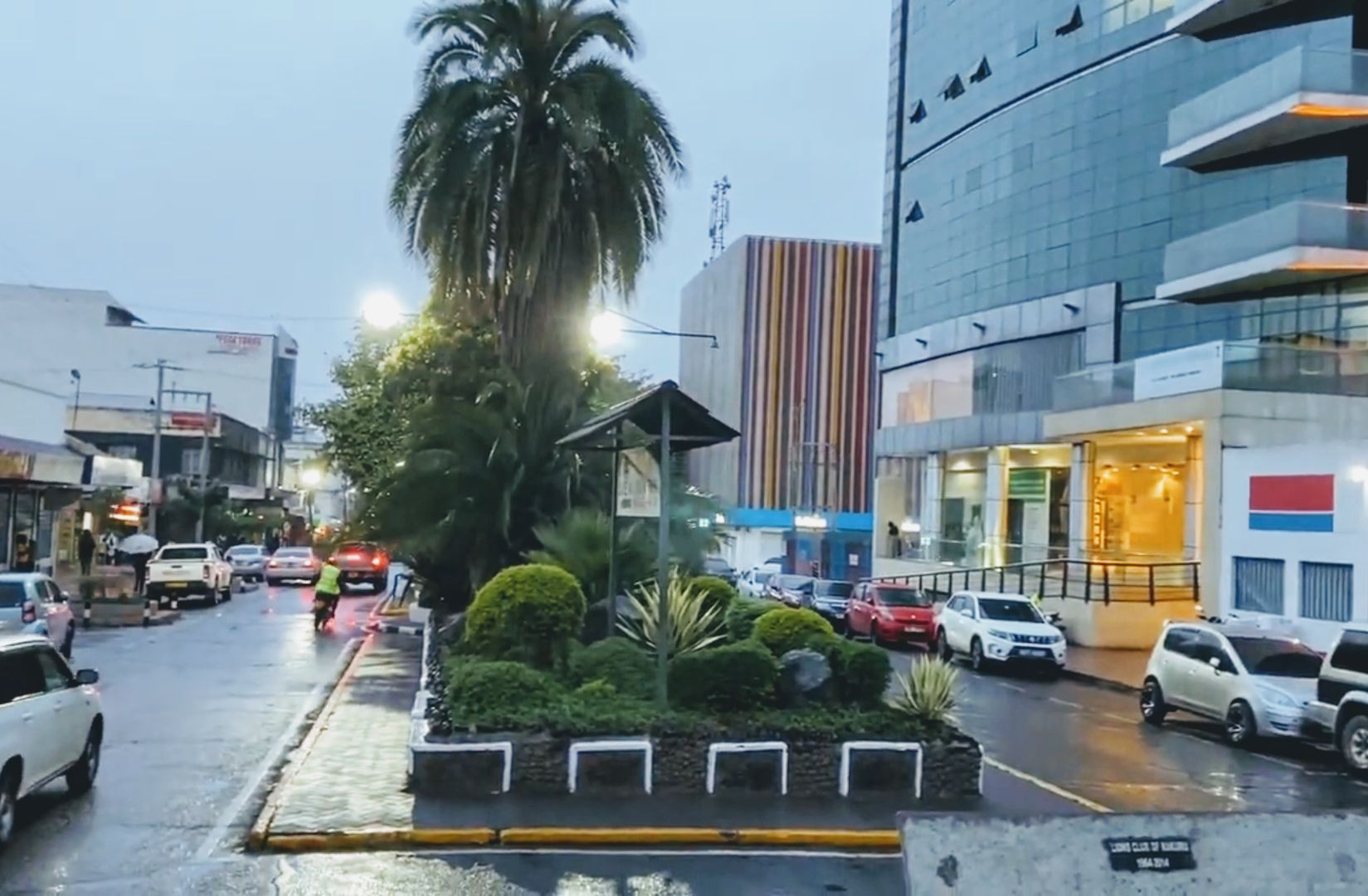
Cidade de Nakuru.

A região do Monte Quênia, comumente chamada de « Murima » (que significa “Montanha” na língua Kikuyu), é uma área geográfica e cultural situada na parte central do Quênia, em torno do Monte Quênia. Esta região compreende dez condados: Embu, Nyeri, Kirinyaga, Meru, Tharaka-Nithi, Kiambu, Laikipia, Nyandarua e Nakuru, devido às dinâmicas geopolíticas do Quênia. As principais cidades desta região incluem Nakuru e Thika, sendo Nakuru uma das maiores do país. Em 2025, a população da região é estimada em cerca de 11 milhões de habitantes, dos quais a maioria pertence aos grupos bantos das Terras Altas, especialmente as comunidades kikuyu, embu, meru, mbeere e tharaka.

## História
A região do Monte Quênia tem sido há muito tempo o lar das comunidades bantas das terras altas do Quênia. Os Kikuyu (Gikuyu), intimamente relacionados aos Embu e aos Ameru, tradicionalmente traçam suas origens às encostas do Monte Quênia e às florestas sagradas. Na crença local, Deus (Ngai) habitava o Kirinyaga (Monte Quênia), e o criador Gikuyu contemplou a terra prometida do cume da montanha. No século XIII, esses grupos já estavam estabelecidos ao redor do monte e nas férteis terras altas centrais. Organizavam-se sob instituições de clan e por grupos etários (por exemplo, o conselho de anciãos Njuri Ncheke dos meru e os conselhos de anciãos Gikuyu – Kiama kia ma) e praticavam agricultura de subsistência, criação de gado, caça e cerimônias rituais em locais sagrados (sacrifícios em figueiras sagradas mugumo, rituais de chuva em santuários montanhosos, etc.).
No final do século XIX, o Monte Quênia ficou sob o controle do Império Britânico Colonial. Grande parte de suas terras altas férteis passou a integrar as “Terras Altas Brancas”, deslocando muitos agricultores locais para reservas. A consciência política africana cresceu e, na década de 1930, as comunidades kikuyu, embu e meru começaram a se organizar por meio de grupos como a Associação Central Kikuyu e, posteriormente, a União Africana do Quênia. Isso culminou na Revolta Mau Mau (1952–1960), uma rebelião armada anticolonial liderada em grande parte pelos Kikuyu (com muitos apoiadores embu e meru) que se esconderam nas florestas do Monte Quênia e dos Aberdares. Milhares de insurgentes “juramentados” refugiaram-se no Monte Quênia, atacando fazendas de colonos e postos coloniais. A brutal repressão do governo colonial durante o estado de emergência (reagrupamento de aldeias, campos de detenção) causou muitas vítimas entre a população local. Figuras notáveis da região incluem Dedan Kimathi (combatente kikuyu executado pelos britânicos), Wangari Maathai (posterior laureada com o Nobel da Paz, originária de Nyeri) e Jomo Kenyatta (líder kikuyu de Kiambu preso durante o estado de emergência e depois primeiro presidente do Quênia em 1964).
No Quênia independente, a região do Monte Quênia manteve sua proeminência política. Quase todos os seus condados foram redutos da KANU sob os presidentes Kenyatta e Moi. A região produziu líderes nacionais (além de Jomo Kenyatta, Mwai Kibaki era de Othaya em Nyeri) e também foi palco de importantes iniciativas de desenvolvimento (barragens hidrelétricas no rio Tana em Embu/Meru, expansão de plantações de chá).

## Demografia
| Ano  | População (em milhões) | Taxa de crescimento |
| ---- | ---------------------- | ------------------- |
| 2020 | 11,010                 | –                   |
| 2021 | 11,189                 | 1,63 %              |
| 2022 | 11,369                 | 1,61 %              |
| 2023 | 11,548                 | 1,57 %              |
| 2024 | 11,729                 | 1,57 %              |
| 2025 | 11,909                 | 1,53 %              |
| 2030 | 12,800                 | 1,50 %              |

Desde 2025, a população da Região do Monte Quênia é de 11,909 milhões, um aumento de 1,83 % em relação a 2024. O Condado de Kiambu é o mais populoso (2,7 milhões), seguido pelo Condado de Nakuru (2,4 milhões). Ambos apresentam também o maior crescimento, enquanto o Condado de Tharaka-Nithi e o Condado de Kirinyaga exibem o menor crescimento (0,95 % e 0,91 %, respectivamente).

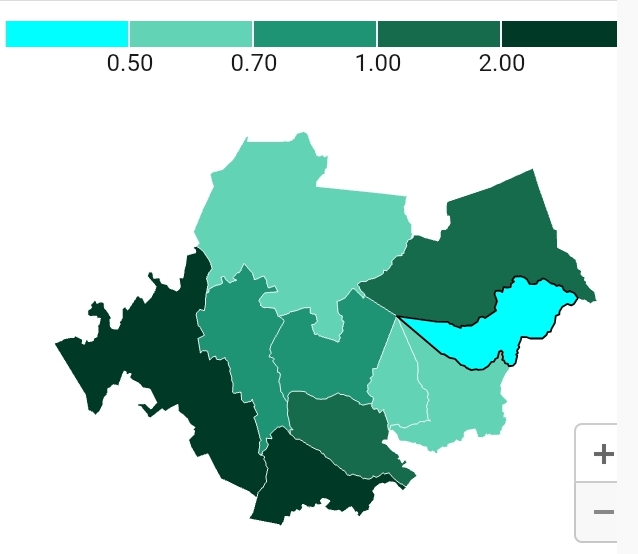
População da região do Monte Quênia por condado

|                        | Condado                | 2020   | 2021   | 2022   | 2023   | 2024   | 2025   | 2030 (projeção) |
| ---------------------- | ---------------------- | ------ | ------ | ------ | ------ | ------ | ------ | --------------- |
| Região do Monte Quênia | Região do Monte Quênia | 11 010 | 11 189 | 11 369 | 11 548 | 11 729 | 11 909 | 12 800          |
| 1                      | Kiambu                 | 2 501  | 2 552  | 2 602  | 2 653  | 2 704  | 2 754  | 3 006           |
| 2                      | Nakuru                 | 2 202  | 2 251  | 2 299  | 2 348  | 2 397  | 2 445  | 2 690           |
| 3                      | Meru                   | 1 565  | 1 586  | 1 606  | 1 626  | 1 646  | 1 666  | 1 765           |
| 4                      | Murang’a               | 1 077  | 1 088  | 1 100  | 1 112  | 1 124  | 1 136  | 1 194           |
| 5                      | Nyeri                  | 810    | 818    | 827    | 835    | 844    | 853    | 895             |
| 6                      | Nyandarua              | 657    | 670    | 683    | 696    | 708    | 721    | 783             |
| 7                      | Kirinyaga              | 637    | 642    | 648    | 653    | 658    | 664    | 690             |
| 8                      | Embu                   | 629    | 635    | 642    | 648    | 655    | 662    | 692             |
| 9                      | Laikipia               | 529    | 539    | 550    | 561    | 572    | 583    | 639             |
| 10                     | Tharaka-Nithi          | 403    | 408    | 412    | 416    | 421    | 425    | 446             |

### Religião
O cristianismo é a religião dominante na região do Monte Quênia (96 % da população). O protestantismo é a denominação principal (36 %), especialmente no Condado de Meru e no Condado de Tharaka-Nithi (mais de 40 %). As igrejas evangélicas e o catolicismo seguem com 23 %, e as igrejas instituídas africanas representam 8 %. O islamismo é minoritário (0,78 %) e 1,73 % da população é sem religião, principalmente nos Condado de Laikipia e Condado de Nakuru.

| Condado                | Cristianismo | Protestantismo | Catolicismo | Igrejas evangélicas | Igrejas instituídas africanas | Ortodoxia | Outros cristãos | Islamismo | Hinduísmo | Crenças tradicionais | Outras religiões | Sem religião / Ateus | Não sabe | Não declarado |
| ---------------------- | ------------ | -------------- | ----------- | ------------------- | ----------------------------- | --------- | --------------- | --------- | --------- | -------------------- | ---------------- | -------------------- | -------- | ------------- |
| Região do Monte Quênia | 96,06 %      | 36,50 %        | 22,84 %     | 23,73 %             | 8,01 %                        | 0,59 %    | 4,38 %          | 0,78 %    | 0,04 %    | 0,19 %               | 1,03 %           | 1,73 %               | 0,16 %   | 0,01 %        |
| Embu                   | 97,39 %      | 36,62 %        | 26,98 %     | 22,71 %             | 8,43 %                        | 0,60 %    | 2,06 %          | 0,47 %    | 0,02 %    | 0,06 %               | 0,81 %           | 1,14 %               | 0,11 %   | 0,01 %        |
| Kiambu                 | 96,66 %      | 36,74 %        | 24,51 %     | 21,86 %             | 7,79 %                        | 0,74 %    | 5,01 %          | 0,89 %    | 0,05 %    | 0,13 %               | 0,81 %           | 1,28 %               | 0,16 %   | 0,02 %        |
| Kirinyaga              | 97,94 %      | 39,73 %        | 29,61 %     | 20,19 %             | 5,63 %                        | 0,38 %    | 2,40 %          | 0,40 %    | 0,03 %    | 0,04 %               | 0,55 %           | 0,92 %               | 0,12 %   | 0,01 %        |
| Laikipia               | 92,22 %      | 29,71 %        | 28,75 %     | 21,15 %             | 6,86 %                        | 0,32 %    | 5,42 %          | 1,65 %    | 0,04 %    | 1,39 %               | 1,41 %           | 3,05 %               | 0,24 %   | 0,01 %        |
| Meru                   | 96,26 %      | 40,06 %        | 20,40 %     | 23,82 %             | 8,42 %                        | 0,62 %    | 2,96 %          | 0,82 %    | 0,02 %    | 0,13 %               | 1,23 %           | 1,37 %               | 0,15 %   | 0,02 %        |
| Murang’a               | 97,63 %      | 39,42 %        | 24,68 %     | 19,70 %             | 9,86 %                        | 0,49 %    | 3,49 %          | 0,35 %    | 0,01 %    | 0,09 %               | 0,73 %           | 1,09 %               | 0,09 %   | 0,01 %        |
| Nakuru                 | 93,69 %      | 32,85 %        | 16,31 %     | 30,23 %             | 7,19 %                        | 0,57 %    | 6,53 %          | 1,19 %    | 0,08 %    | 0,21 %               | 1,43 %           | 3,16 %               | 0,23 %   | 0,01 %        |
| Nyandarua              | 95,94 %      | 30,46 %        | 17,13 %     | 30,69 %             | 11,15 %                       | 0,58 %    | 5,92 %          | 0,15 %    | 0,01 %    | 0,11 %               | 1,38 %           | 2,31 %               | 0,09 %   | 0,01 %        |
| Nyeri                  | 97,75 %      | 37,96 %        | 27,95 %     | 19,27 %             | 9,09 %                        | 0,63 %    | 2,84 %          | 0,60 %    | 0,02 %    | 0,08 %               | 0,61 %           | 0,81 %               | 0,13 %   | 0,00 %        |
| Tharaka-Nithi          | 97,39 %      | 44,02 %        | 27,67 %     | 17,90 %             | 4,79 %                        | 0,68 %    | 2,33 %          | 0,19 %    | 0,00 %    | 0,06 %               | 1,04 %           | 1,14 %               | 0,16 %   | 0,02 %        |

### Índice de Desenvolvimento Humano

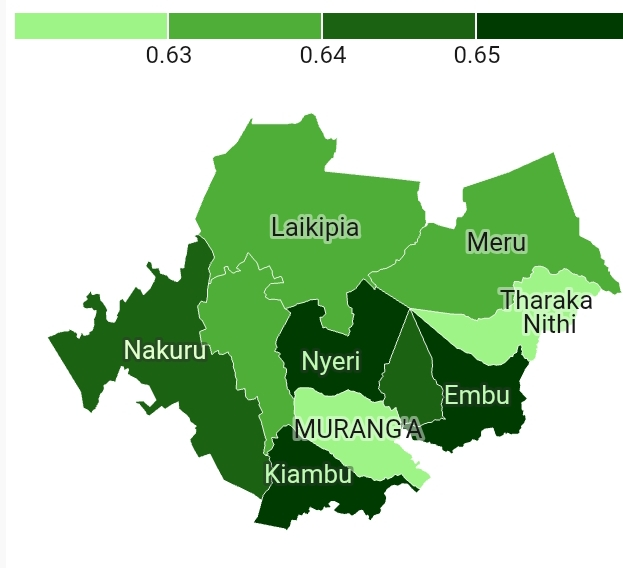
Índice de Desenvolvimento Humano dos condados da região do Monte Quênia

Em 2023, o Índice de Desenvolvimento Humano da região do Monte Quênia foi de 0,643, acima da média nacional (0,601). Os condados de Nyeri (0,678), Kiambu (0,663) e Embu (0,650) apresentaram IDH > 0,65; os condados de Murang’a e Tharaka-Nithi tiveram os valores mais baixos (~ 0,62).
| Posição                | Condado                | IDH   |
| ---------------------- | ---------------------- | ----- |
| 1                      | Nyeri                  | 0,678 |
| 2                      | Kiambu                 | 0,663 |
| 3                      | Embu                   | 0,650 |
| 4                      | Kirinyaga              | 0,646 |
| Região do Monte Quênia | Região do Monte Quênia | 0,643 |
| 5                      | Nakuru                 | 0,641 |
| 6                      | Nyandarua              | 0,637 |
| 7                      | Laikipia               | 0,635 |
| 8                      | Meru                   | 0,632 |
| 9                      | Tharaka-Nithi          | 0,626 |
| 10                     | Murang’a               | 0,625 |